# Pomerania Antiqua
Pomerania Antiqua – rocznik ukazujący się od 1965 w Gdańsku. 
Wydawcą jest Muzeum Archeologiczne w Gdańsku. Pismo publikuje artykuły naukowe i materiały dotyczące archeologii Pomorza. Redaktorem naczelnym jest Ewa Trawicka.